# Kenroku-en

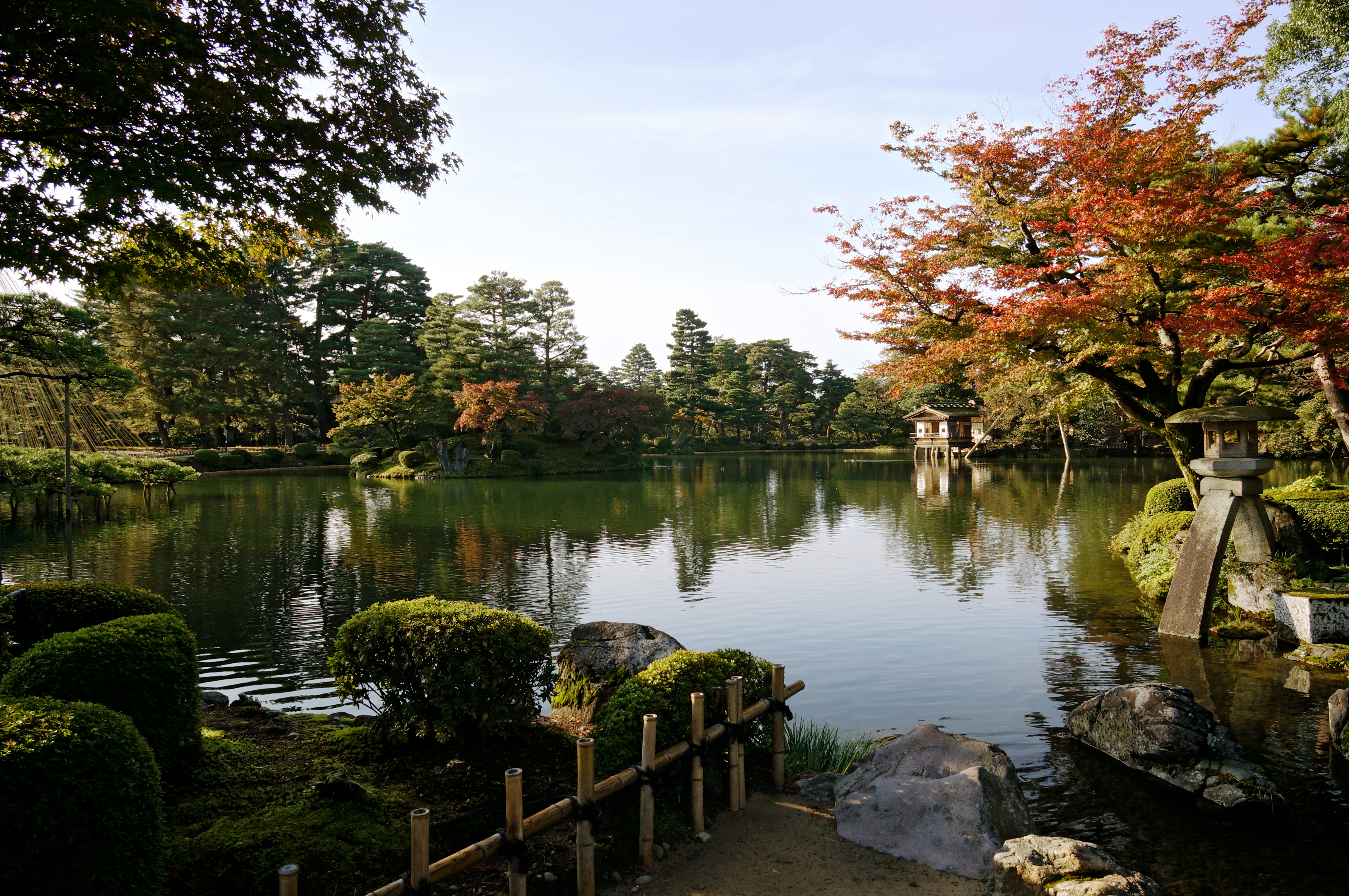
Kenrokuen - Lámpara kotojitoro que simboliza, junto a los estilizados soportes verticales, el bello jardín de kenrokuen (兼六園).

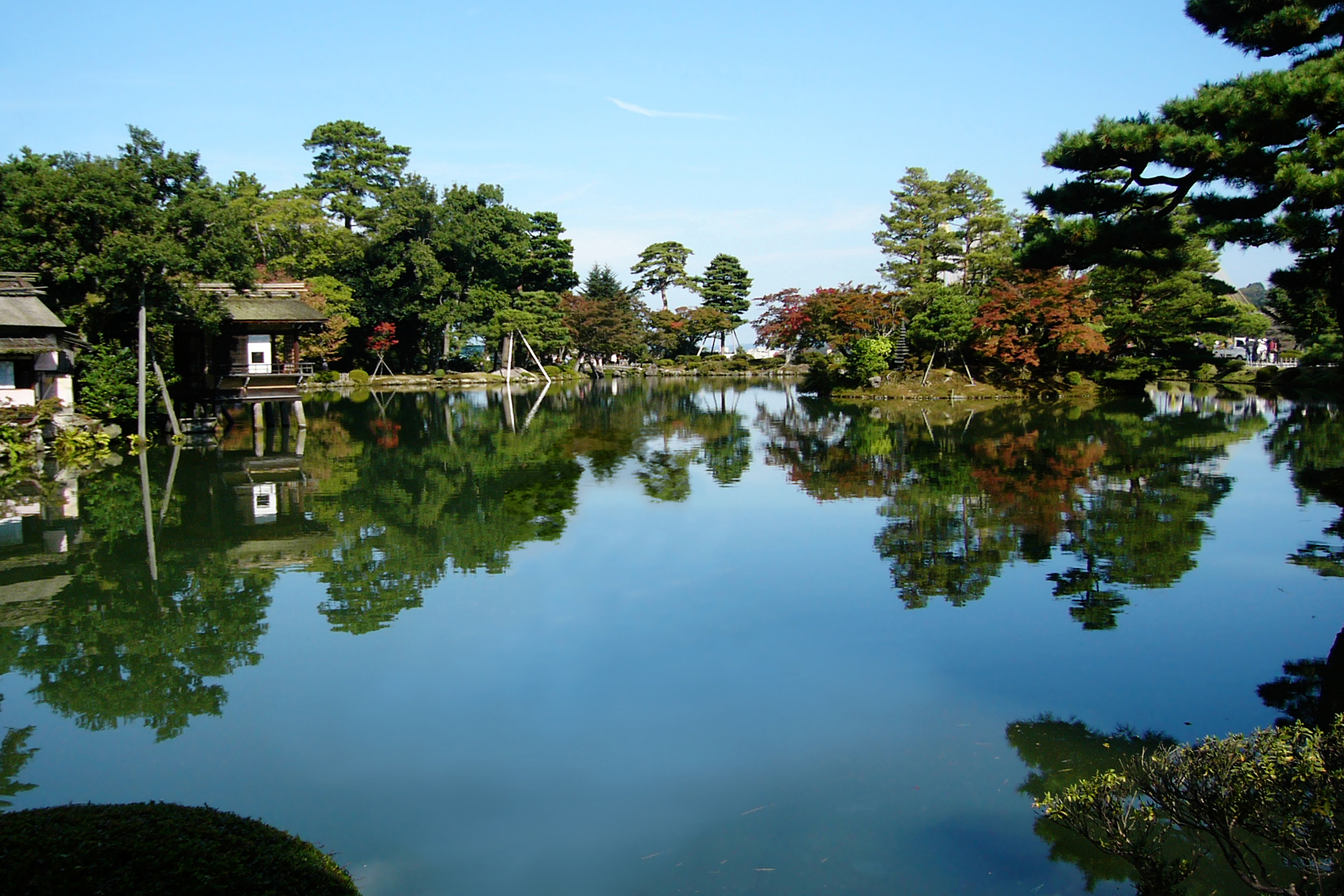
Kasumi Pond, November.

El Jardín de Kenroku (en japonés:兼六園; Kenrokuen) es un parque-jardín que se encuentra en la ciudad de Kanazawa, en la prefectura de  Ishikawa, Japón.

## Historia del Jardín
Su historia se localiza en el periodo Edo. Originalmente era el jardín exterior del Castillo de Kanazawa. En 1676, el quinto lord Maeda Tsunanori movió la administración de la construcción al castillo. Él construyó una casa de descanso llamada "Renchi-ochin" y comenzó a paisajear un jardín llamado "Renchi-tei" en sus alrededores.
Sin embargo, la casa de descanso y el jardín se quemaron en 1759. El decimoprimero lord Harunaga restauró el jardín con la creación de la "cascada esmeralda" (midori-taki) y la construcción de la casa de té Yugao-tei en 1774. En 1822, el decimosegundo Señor Narinaga construyó la grandiosa Villa Takezawa en la Plataforma Chitosedai, en el sudeste del Castillo, a pesar de que existían en ese lugar siete casas y la escuela del clan. Él desarrolló el jardín creando corrientes aéreas con el agua que proviene de la corriente Tatsumi, y creó puentes de piedras que lo cruzaban.
En el año en que se completó la Villa Takezawa, el Señor Narinaga pidió a Shirakawa Rakuo nombrar al jardín. Nombrándolo como un concepto en donde se combinan los seis atributos de un paisaje de jardín perfecto: el espacio, la seclusión, lo artificial, lo antiguo, canales de agua, y los panoramas. El nombre deriva de un libro de jardinería escrito por Li Gefei, un poeta chino famoso.
El Señor Narinaga falleció dos años después de completarse la Villa Takezawa. En el lugar donde la Villa más tarde fue destruida, el decimotercero Señor Nariyasu expandió el lago Kasumiga y añadió algunas corrientes ventiladas que armonizaron con el jardín Renchi-tei. La actual estructura básica del paisaje jardín de paseo-espacio fue posteriormente completada.
El 7 de mayo de 1874, cuando el sistema de dominio fue eliminado, el Jardín Kenrokuen fue abierto al público. El Jardín fue designado como un sitio nacional de Japón, de belleza escénica, el 8 de marzo de 1922; y como Sitio Nacional de Belleza Escénica Especial, el 20 de marzo de 1985.

### Linterna Kotojitoro

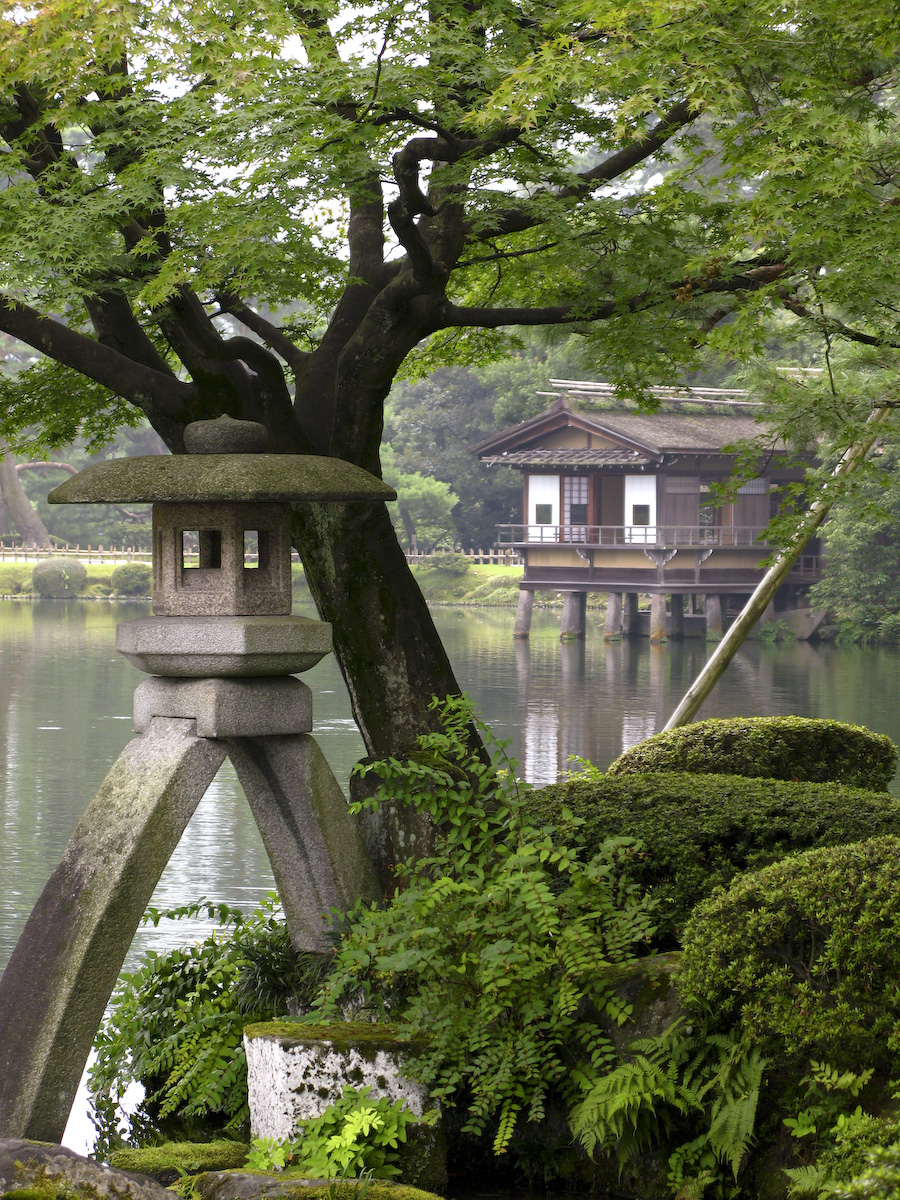
Linterna Kotojitoro

## Elementos del jardín

### Fuente (Funsui)
Esta es la fuente más antigua en Japón. Su agua viene del lago Kasumiga, y su funcionamiento es mediante presión natural causada por la diferencia entre los dos niveles de los lagos. Normalmente la fuente tiene 3.5m de altura, pero su tamaño puede cambiar dependiendo del nivel de la superficie del lago Katsumiga. Se dice que la fuente ha sido desarrollada como un modelo para la construcción de una fuente que estaba en el castillo de Kanazawa en el año 1861DC.

### Casa de té Yugao-tei
Éste es la construcción más antigua del jardín, erigido en 1774 para celebrar la ceremonia de té. El nombre proviene del espacio abierto y antera yūgao (葫?) que se encuentra entre el cuarto de té y el cuarto de espera.

### Casa de descanso Shigure-tei
La casa fue originalmente construida como una casa de descanso llamada Renchi0ochin, cuando el 5.º. Señor Tsunanori comenzó la construcción del jardín. Fue cambiada de lugar por el 6.º. Señor Yoshinori, pasando a estar en el frente de la presente fuente y fue llamada Shiguere-tei. La casa fue reconstruida a su actual lugar en el 2000 como una casa de té.

### Puente colganteganso

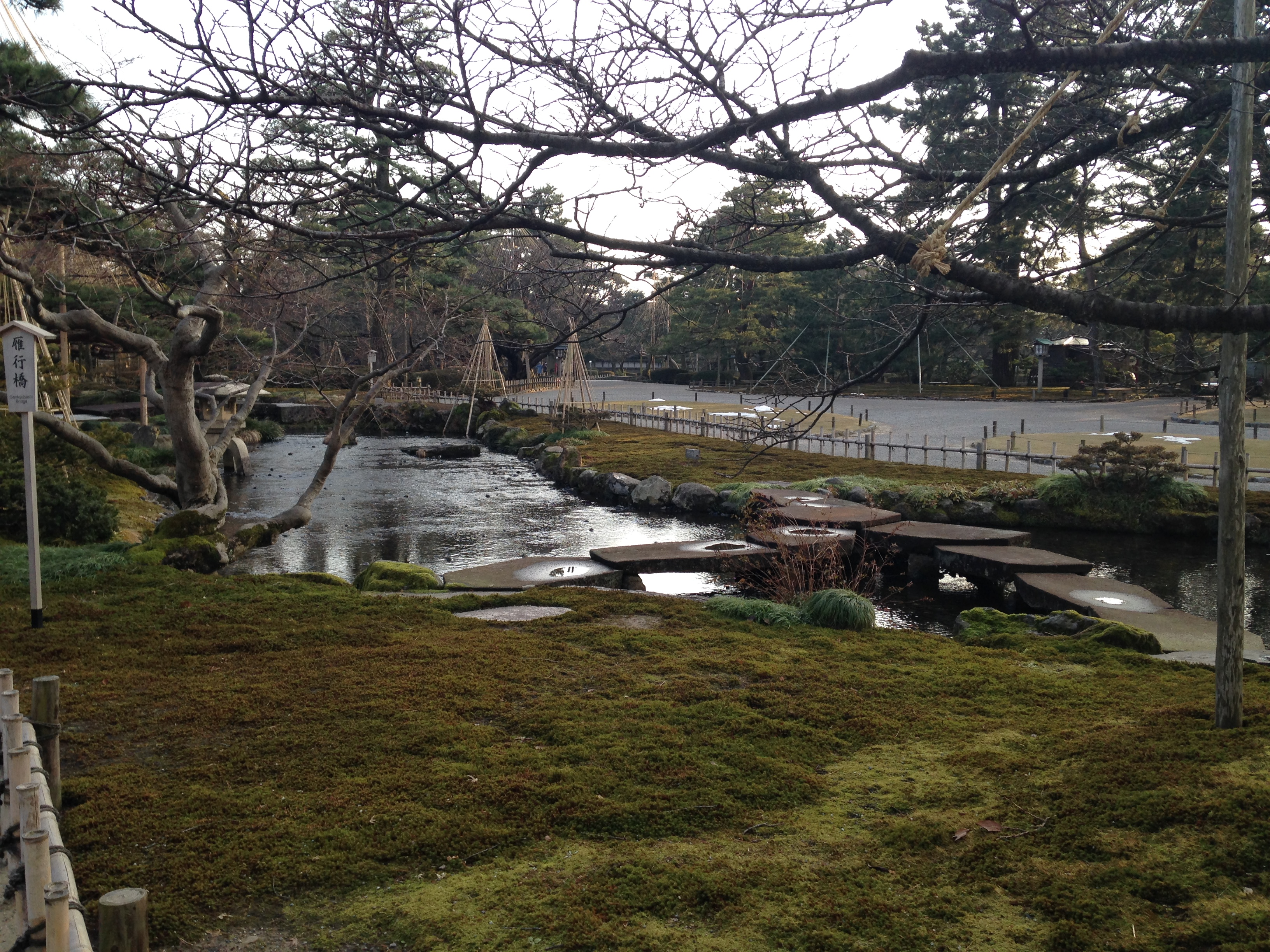
Puente Ganko-bashi

Este puente, Ganko-bashi, fue hecho por siete piedras rojas tomuro yaciendo sólo para ser vistas como gansos volando en formación. Es también llamado "el puente caparazón de tortuga (Kikko-bashi)" por la forma de cada piedra.

### Pinos Karasaki y las estructuras Yukitsuri
Los majestuosos pinos es de lo más conocido del jardín. El 13.º Lord Nariyasu obtuvo las semillas desde Karasaki, cerca del lago Biwa, y éstos han crecido hasta su tamaño actual desde aquella época. Cada 1.º de noviembre, los jardineros comienzan a preparar el yukitsuri para proteger las ramas de la pesada nieve que cae en invierno en Kanazawa. Las cuerdas sobre los árboles son una vista en invierno que caracteriza a Kanazawa, y no únicamente tienen un sentido práctico, sino también artístico.

## Flores
En este jardín se pueden disfrutar en el transcurso de todo el año 63 tipos diferentes de flores en todo el jardín. Donde son clásicos los sakuras, los pinos japoneses, y los tulipanes. Existe una flor que en todo Japón sólo se encuentra en este parque, el Kikuzakura, el cual florece de finales de abril a finales de mayo.

## Galería

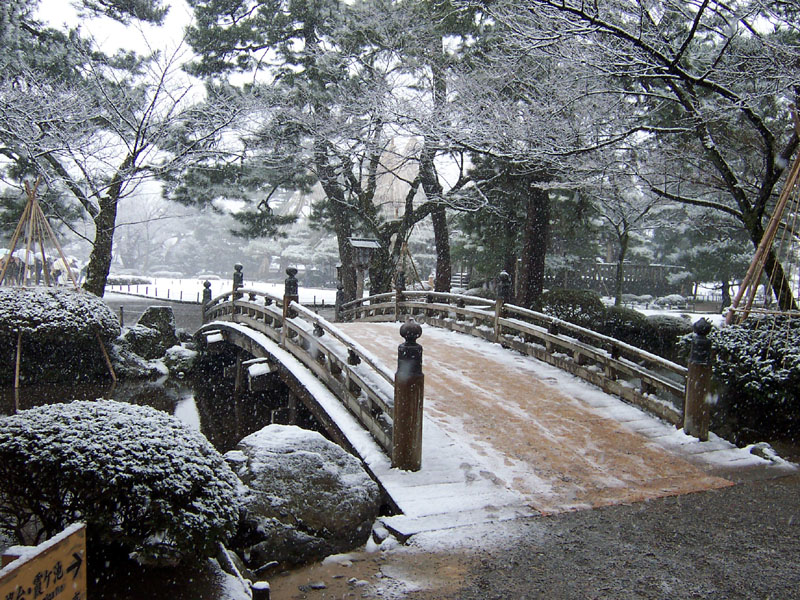
Vista floral del puente, Diciembre.
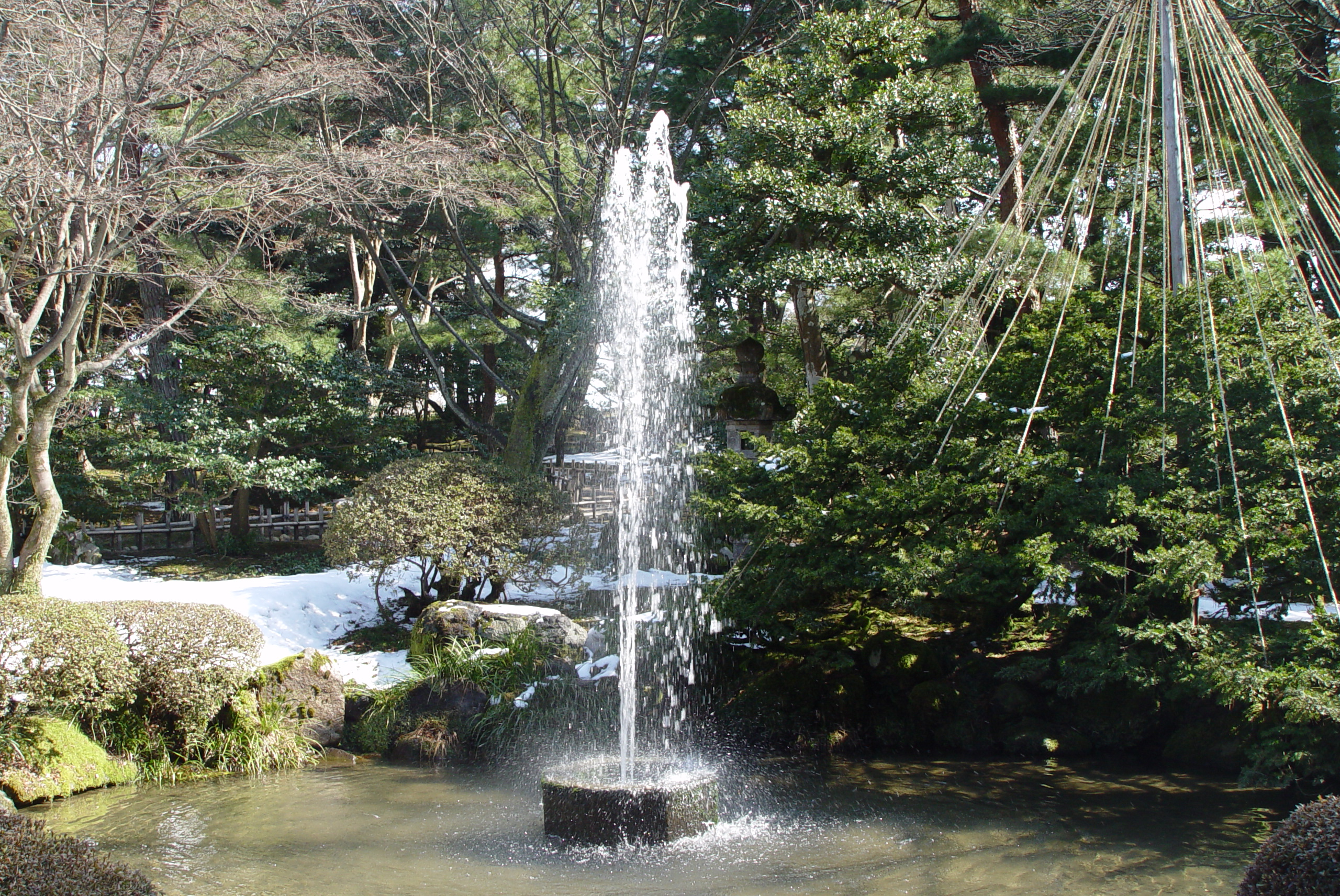
Primera fuente en todo Japón.
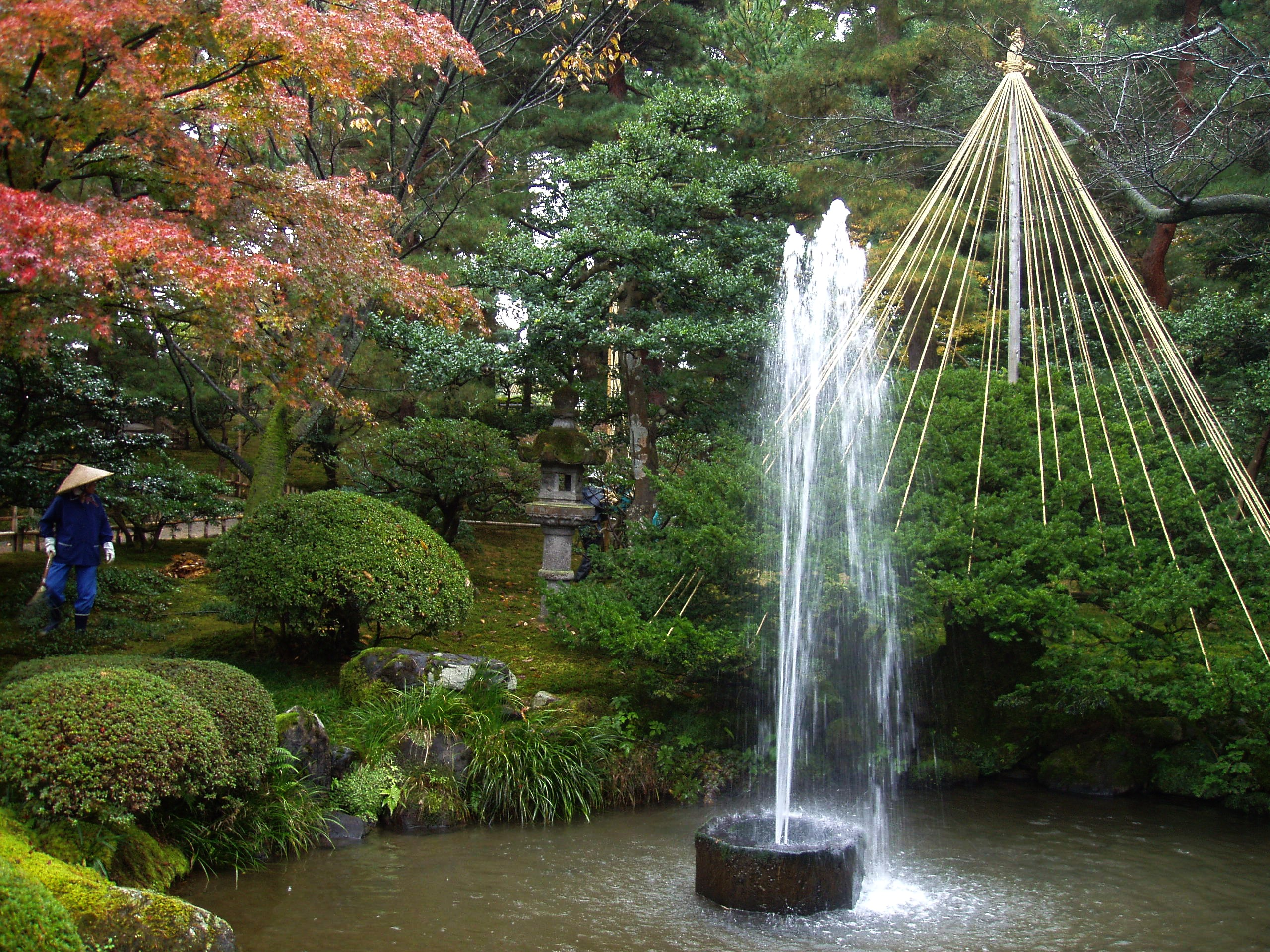
Fuente, mediados de noviembre.
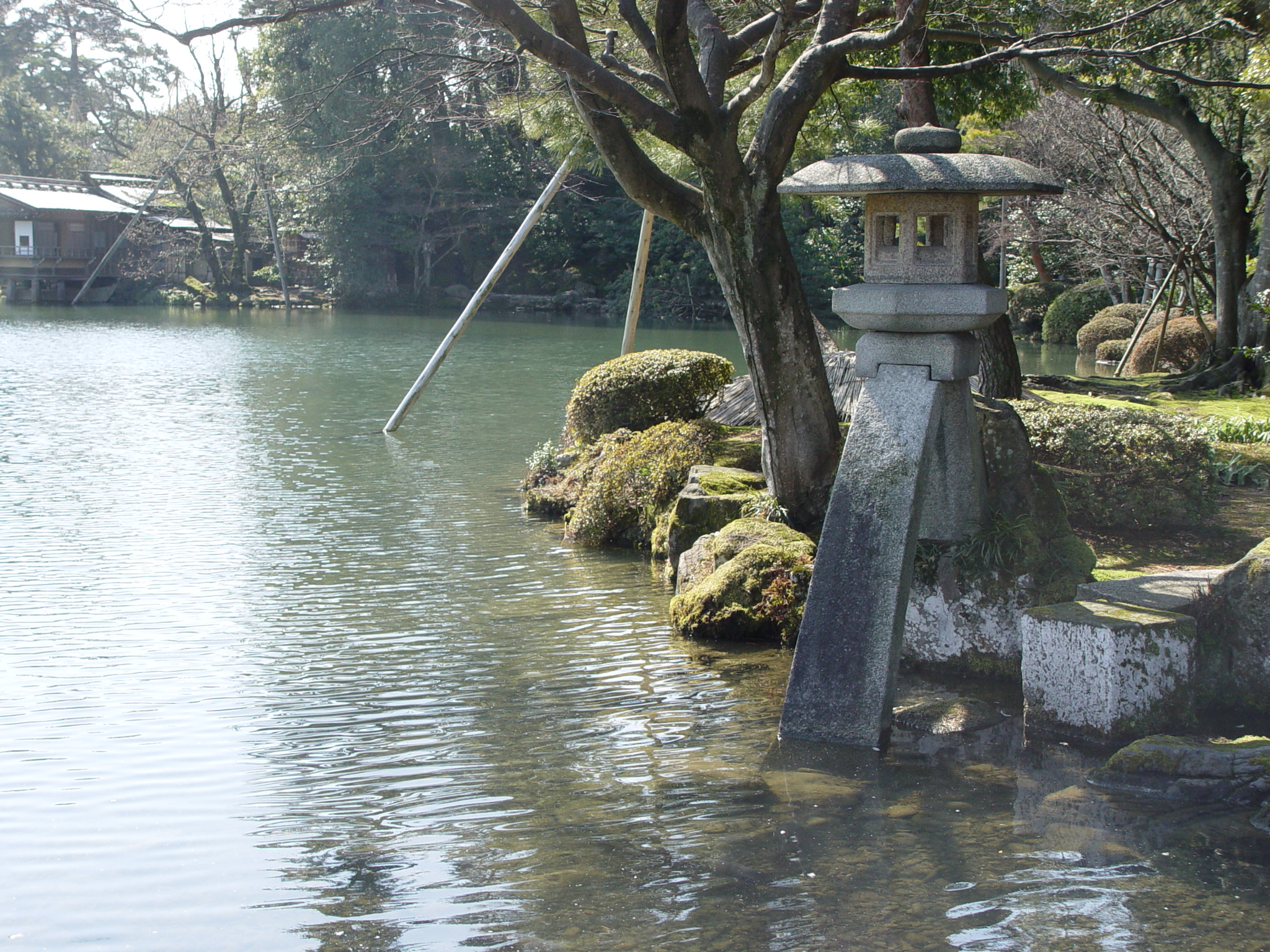
Linterna Kotojitoro, mediados de noviembre.
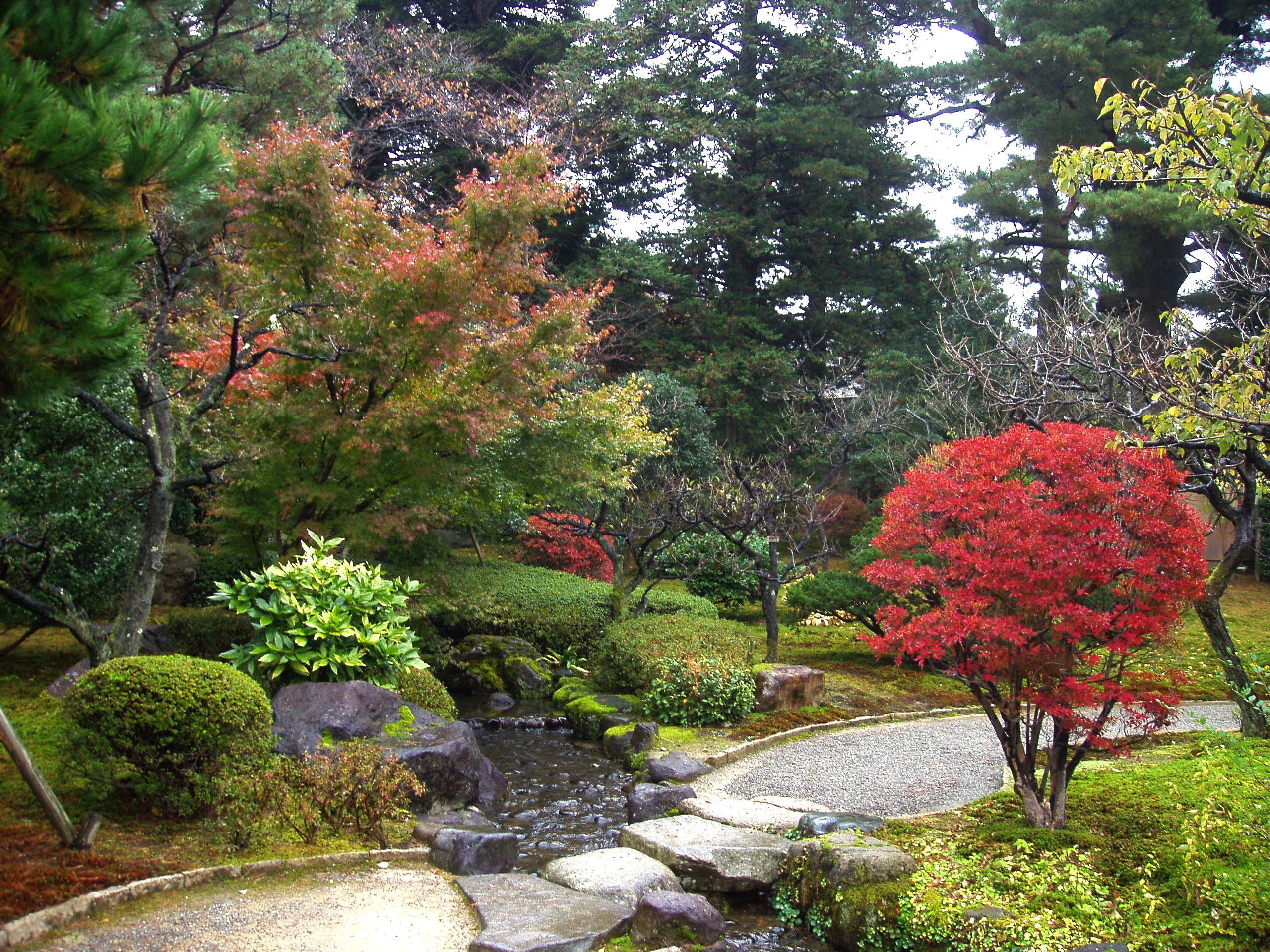
Paseo y riachuelo a mediados de noviembre.
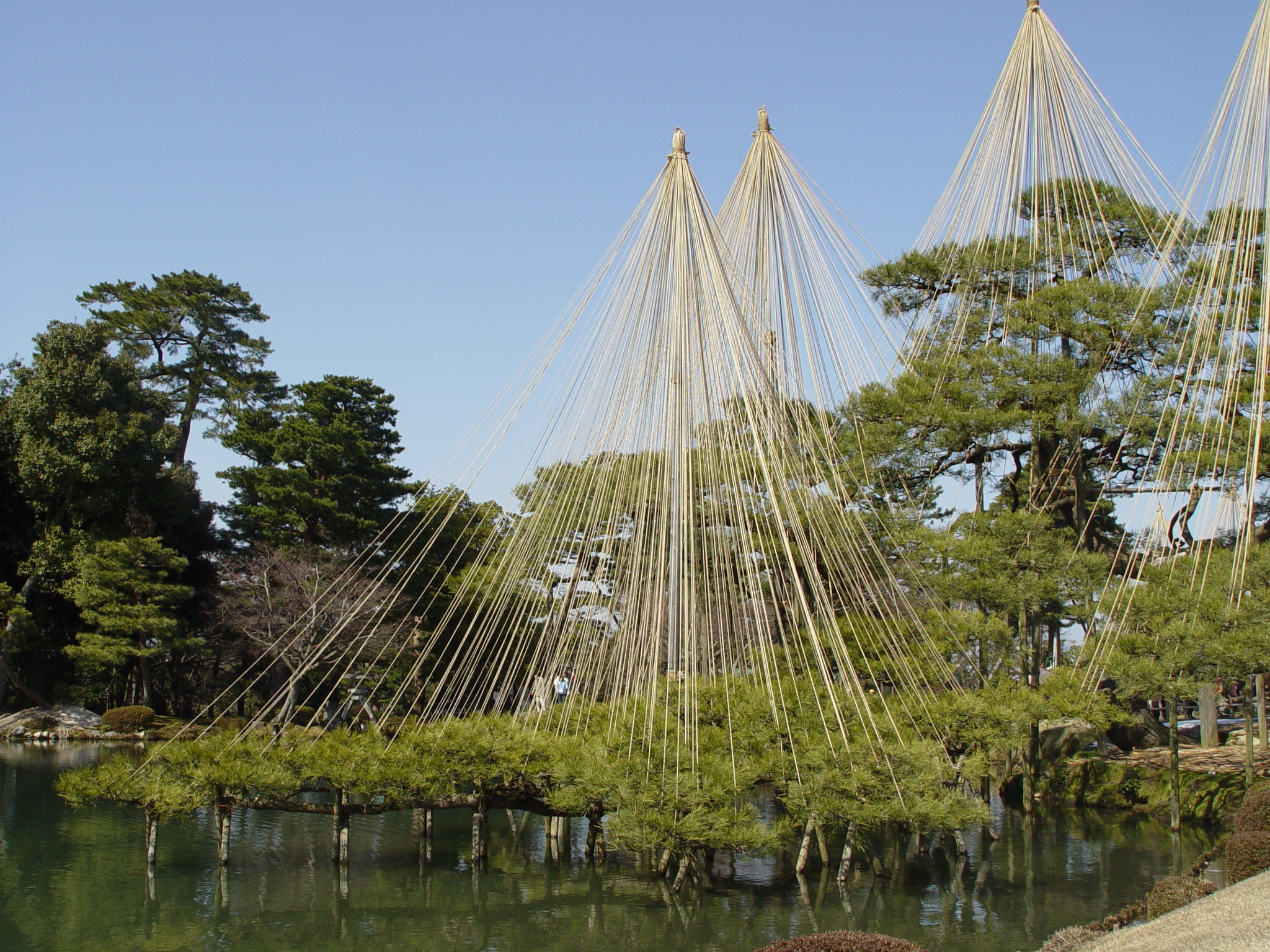
Estructuras que soportan los pinos y algunos árboles en el Jardín Kenroku.
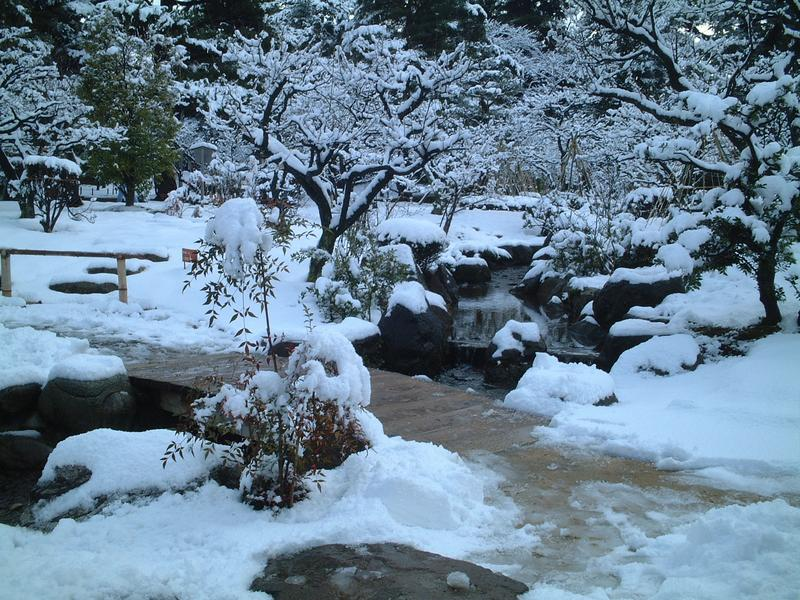
Kenroku-en cubierto de nieve.
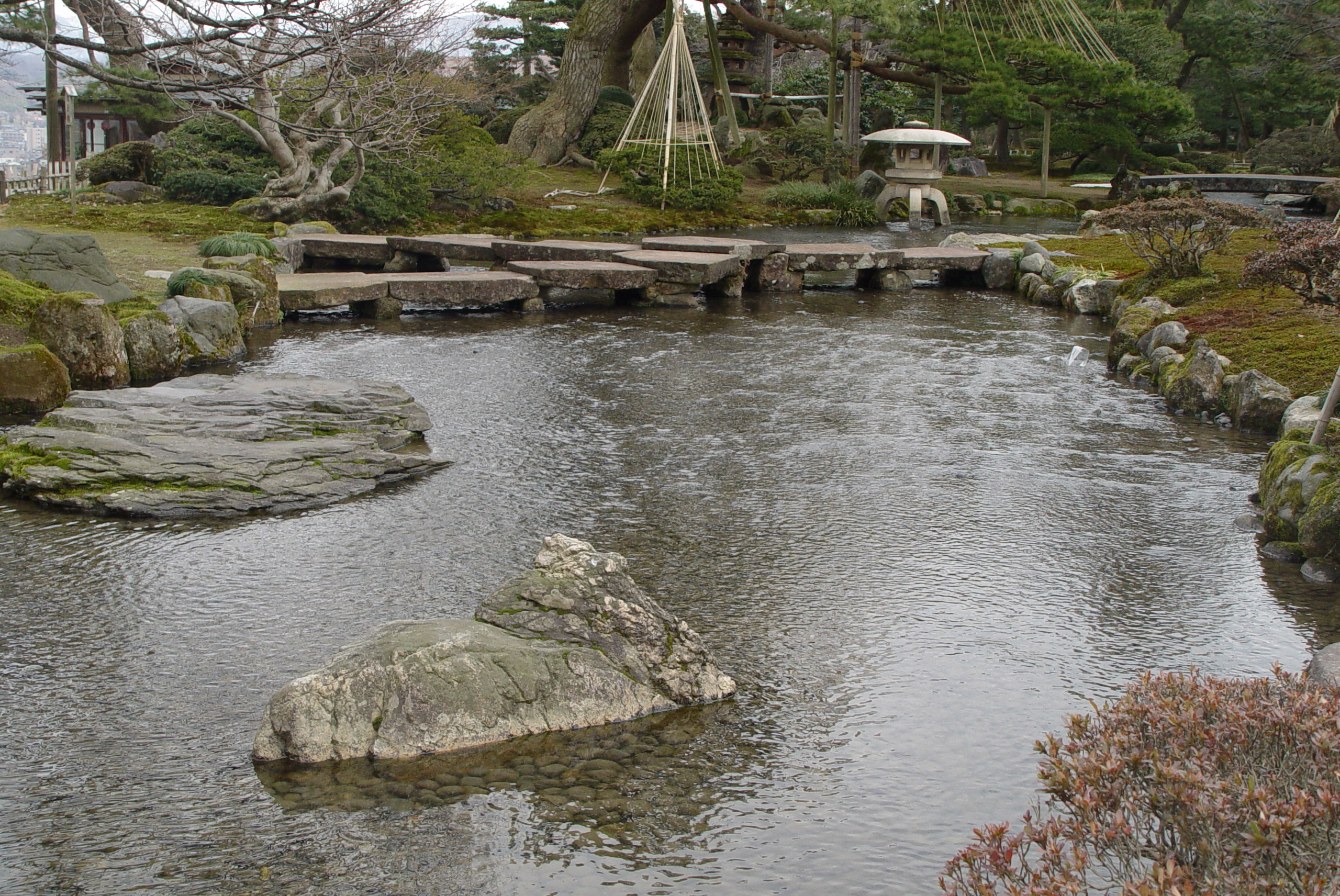
Kenrokuen.
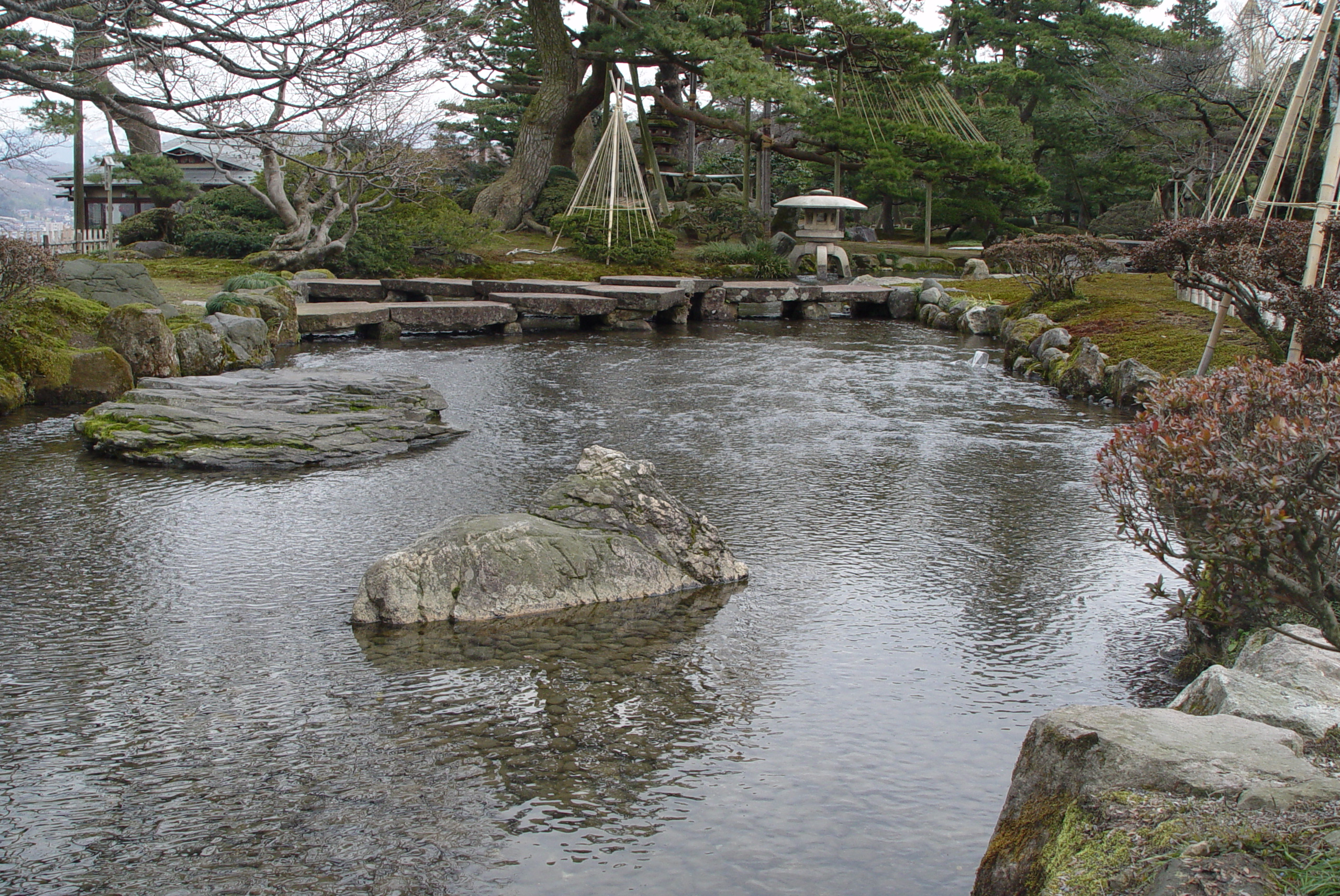
Kenrokuen.

- Datos: Q998239
- Multimedia: Kenroku-en / Q998239